# 景阳冈
景阳冈，位于山东省阳谷县张秋镇境内。
传为《水浒传》中描述的武松打虎处，也是龙山文化城遗址所在地。总占地面积33.3公顷。景区内沙丘起伏，主要景点有武松庙。